# Luemschwiller
Luemschwiller (en alsacià Lüemschwíller en alemany Lümschweiler) és un municipi francès a la regió del Gran Est, al departament de l'Alt Rin. L'any 2005 tenia 709 habitants.

## Demografia
| 1962 | 1968 | 1975 | 1982 | 1990 | 1999 |
| ---- | ---- | ---- | ---- | ---- | ---- |
| 504  | 516  | 535  | 644  | 674  | 682  |

## Administració
| Període | Identitat     | Partit |
| ------- | ------------- | ------ |
| 2001-   | Michel Muller |        |